# Naturschutzgebiet Neuer Hagen Padberg

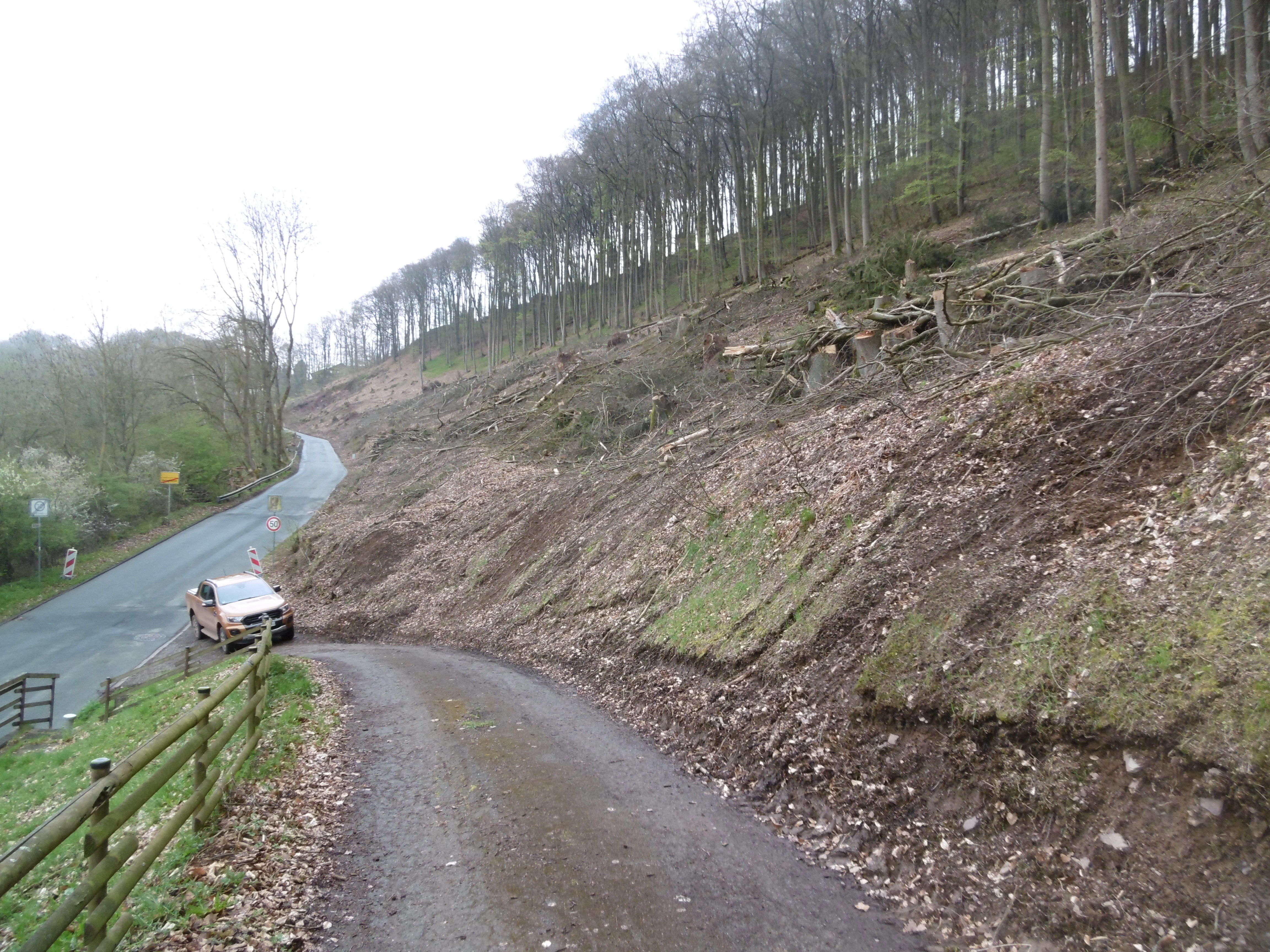
NSG 2023, nachdem wegen Verkehrsicherheit ein 30-m-Streifen zur Straße komplett abgeholzt wurde

Das Naturschutzgebiet Neuer Hagen Padberg mit einer Größe von 5,5 ha liegt westlich von Padberg im Stadtgebiet von Marsberg im Hochsauerlandkreis. Das Gebiet wurde 2001 mit dem Landschaftsplan Hoppecketal durch den Hochsauerlandkreis als Naturschutzgebiet (NSG) ausgewiesen. Im Osten grenzt direkt die Bebauung von Padberg an und nordwestlich direkt Beringhausen. Nordwest grenzt ferner direkt der Jüdische Friedhof an. Das NSG gehört seit 2023 zum Vogelschutzgebiet Diemel- und Hoppecketal mit angrenzenden Wäldern.

## Gebietsbeschreibung
Beim NSG handelt es sich um einen Rotbuchenwald mit Felsenbereichen auf dem Berg Neuer Hagen. Auf der Bergkuppe liegen restaurierte Grundsteinbauern einer Burganlage.

## Schutzzweck
Das NSG soll das dortige artenreiche Waldgebiet schützen. Wie bei allen Naturschutzgebieten in Deutschland wurde in der Schutzausweisung darauf hingewiesen, dass das Gebiet „wegen der Seltenheit, besonderen Eigenart und Schönheit des Gebietes“ zum Naturschutzgebiet wurde.